# Lista di asteroidi (691001-692000)
Di seguito una lista di asteroidi dal numero 691001  al 692000 con data di scoperta e scopritore.

## 691001–691100
| Nome   | Designazione provvisoria | Data di scoperta  | Scopritore          |
| ------ | ------------------------ | ----------------- | ------------------- |
| 691001 | 2014 OP62                | 24 settembre 2009 | Mount Lemmon Survey |
| 691002 | 2014 OV62                | 8 maggio 2013     | Pan-STARRS          |
| 691003 | 2014 OK64                | 25 ottobre 2001   | SDSS Collaboration  |
| 691004 | 2014 OP65                | 28 settembre 2003 | SDSS Collaboration  |
| 691005 | 2014 OV66                | 9 marzo 2008      | Spacewatch          |
| 691006 | 2014 OQ67                | 11 aprile 2013    | Mount Lemmon Survey |
| 691007 | 2014 OU70                | 4 aprile 2008     | Spacewatch          |
| 691008 | 2014 OA75                | 27 giugno 2014    | Pan-STARRS          |
| 691009 | 2014 OP77                | 8 aprile 2013     | Mount Lemmon Survey |
| 691010 | 2014 OB79                | 26 luglio 2014    | Pan-STARRS          |
| 691011 | 2014 OB80                | 26 luglio 2014    | Pan-STARRS          |
| 691012 | 2014 OW80                | 30 giugno 2014    | Pan-STARRS          |
| 691013 | 2014 OJ83                | 20 giugno 2014    | Pan-STARRS          |
| 691014 | 2014 OP83                | 26 luglio 2014    | Pan-STARRS          |
| 691015 | 2014 OL84                | 1 settembre 2005  | Spacewatch          |
| 691016 | 2014 OH85                | 26 luglio 2014    | Pan-STARRS          |
| 691017 | 2014 OH86                | 3 novembre 2005   | Spacewatch          |
| 691018 | 2014 OR87                | 2 luglio 2014     | Pan-STARRS          |
| 691019 | 2014 OZ87                | 13 aprile 2013    | Pan-STARRS          |
| 691020 | 2014 OK88                | 10 agosto 2007    | Spacewatch          |
| 691021 | 2014 OH91                | 13 febbraio 2008  | Spacewatch          |
| 691022 | 2014 OJ93                | 10 aprile 2013    | Pan-STARRS          |
| 691023 | 2014 OK93                | 13 febbraio 2002  | SDSS Collaboration  |
| 691024 | 2014 OQ93                | 26 luglio 2014    | Pan-STARRS          |
| 691025 | 2014 OF94                | 26 luglio 2014    | Pan-STARRS          |
| 691026 | 2014 OD99                | 26 luglio 2014    | Pan-STARRS          |
| 691027 | 2014 OC101               | 29 luglio 2008    | Mount Lemmon Survey |
| 691028 | 2014 OY105               | 24 gennaio 2007   | Mount Lemmon Survey |
| 691029 | 2014 OF106               | 27 giugno 2014    | Pan-STARRS          |
| 691030 | 2014 OH106               | 25 luglio 2014    | Pan-STARRS          |
| 691031 | 2014 OJ109               | 27 luglio 2014    | Pan-STARRS          |
| 691032 | 2014 OY109               | 27 luglio 2014    | Pan-STARRS          |
| 691033 | 2014 OR111               | 24 settembre 2009 | Mount Lemmon Survey |
| 691034 | 2014 OT113               | 30 dicembre 2011  | Spacewatch          |
| 691035 | 2014 OX113               | 25 luglio 2014    | Pan-STARRS          |
| 691036 | 2014 OF114               | 19 gennaio 2012   | Pan-STARRS          |
| 691037 | 2014 OL114               | 15 febbraio 2012  | Pan-STARRS          |
| 691038 | 2014 OR114               | 13 febbraio 2002  | Spacewatch          |
| 691039 | 2014 OA115               | 4 luglio 2014     | Pan-STARRS          |
| 691040 | 2014 OA117               | 24 giugno 2014    | Mount Lemmon Survey |
| 691041 | 2014 OJ118               | 25 luglio 2014    | Pan-STARRS          |
| 691042 | 2014 OC120               | 19 gennaio 2012   | Pan-STARRS          |
| 691043 | 2014 OE121               | 3 febbraio 2008   | Spacewatch          |
| 691044 | 2014 OY122               | 25 luglio 2014    | Pan-STARRS          |
| 691045 | 2014 OD123               | 3 luglio 2014     | Pan-STARRS          |
| 691046 | 2014 OW124               | 7 aprile 2013     | Mount Lemmon Survey |
| 691047 | 2014 OT125               | 25 luglio 2014    | Pan-STARRS          |
| 691048 | 2014 OO126               | 25 luglio 2014    | Pan-STARRS          |
| 691049 | 2014 OM132               | 16 marzo 2013     | Spacewatch          |
| 691050 | 2014 OD135               | 9 marzo 2007      | Mount Lemmon Survey |
| 691051 | 2014 OF135               | 27 novembre 2010  | Mount Lemmon Survey |
| 691052 | 2014 ON135               | 30 gennaio 2006   | Spacewatch          |
| 691053 | 2014 OD137               | 25 luglio 2014    | Pan-STARRS          |
| 691054 | 2014 OD138               | 16 marzo 2012     | Pan-STARRS          |
| 691055 | 2014 OZ140               | 3 luglio 2014     | Pan-STARRS          |
| 691056 | 2014 OH141               | 27 maggio 2008    | Spacewatch          |
| 691057 | 2014 OW142               | 27 luglio 2014    | Pan-STARRS          |
| 691058 | 2014 OB145               | 27 luglio 2014    | Pan-STARRS          |
| 691059 | 2014 OX145               | 23 ottobre 2006   | Mount Lemmon Survey |
| 691060 | 2014 ON147               | 27 luglio 2014    | Pan-STARRS          |
| 691061 | 2014 OO147               | 19 gennaio 2012   | Pan-STARRS          |
| 691062 | 2014 OK149               | 4 gennaio 2006    | Spacewatch          |
| 691063 | 2014 OO149               | 25 luglio 2014    | Pan-STARRS          |
| 691064 | 2014 OZ149               | 29 settembre 2010 | Mount Lemmon Survey |
| 691065 | 2014 OQ150               | 20 marzo 2010     | Mount Lemmon Survey |
| 691066 | 2014 OB153               | 17 agosto 2009    | Spacewatch          |
| 691067 | 2014 OH154               | 10 aprile 2013    | Mount Lemmon Survey |
| 691068 | 2014 OM155               | 27 luglio 2005    | NEAT                |
| 691069 | 2014 OD157               | 27 luglio 2014    | Pan-STARRS          |
| 691070 | 2014 ON157               | 30 giugno 2014    | Pan-STARRS          |
| 691071 | 2014 OQ157               | 27 luglio 2014    | Pan-STARRS          |
| 691072 | 2014 OR157               | 30 giugno 2014    | Pan-STARRS          |
| 691073 | 2014 OV157               | 3 maggio 2008     | Mount Lemmon Survey |
| 691074 | 2014 OP158               | 27 luglio 2014    | Pan-STARRS          |
| 691075 | 2014 OL159               | 30 giugno 2014    | Pan-STARRS          |
| 691076 | 2014 OO159               | 27 luglio 2014    | Pan-STARRS          |
| 691077 | 2014 OX161               | 4 marzo 2008      | Spacewatch          |
| 691078 | 2014 ON164               | 17 aprile 2010    | Mount Lemmon Survey |
| 691079 | 2014 OM165               | 27 luglio 2014    | Pan-STARRS          |
| 691080 | 2014 OR166               | 19 marzo 2013     | PTF                 |
| 691081 | 2014 OB167               | 15 agosto 2004    | Cerro Tololo Obs.   |
| 691082 | 2014 OX170               | 27 luglio 2014    | Pan-STARRS          |
| 691083 | 2014 OF173               | 2 novembre 2010   | Mount Lemmon Survey |
| 691084 | 2014 OA176               | 27 luglio 2014    | Pan-STARRS          |
| 691085 | 2014 OT177               | 20 febbraio 2001  | Spacewatch          |
| 691086 | 2014 OO179               | 27 luglio 2014    | Pan-STARRS          |
| 691087 | 2014 OR182               | 9 marzo 2007      | Mount Lemmon Survey |
| 691088 | 2014 OH183               | 15 maggio 2008    | Mount Lemmon Survey |
| 691089 | 2014 OT183               | 27 luglio 2014    | Pan-STARRS          |
| 691090 | 2014 OG186               | 23 gennaio 2006   | Spacewatch          |
| 691091 | 2014 OP186               | 22 settembre 2003 | LONEOS              |
| 691092 | 2014 OC190               | 13 marzo 2012     | Mount Lemmon Survey |
| 691093 | 2014 OD190               | 16 ottobre 2003   | NEAT                |
| 691094 | 2014 OL190               | 27 luglio 2014    | Pan-STARRS          |
| 691095 | 2014 OZ191               | 28 luglio 2008    | Mount Lemmon Survey |
| 691096 | 2014 OK192               | 11 novembre 2009  | Spacewatch          |
| 691097 | 2014 OF194               | 27 luglio 2014    | Pan-STARRS          |
| 691098 | 2014 OW197               | 27 luglio 2014    | Pan-STARRS          |
| 691099 | 2014 OQ199               | 24 agosto 2009    | W. Ries             |
| 691100 | 2014 OZ200               | 10 aprile 2010    | Mount Lemmon Survey |

## 691101–691200
| Nome   | Designazione provvisoria | Data di scoperta  | Scopritore                |
| ------ | ------------------------ | ----------------- | ------------------------- |
| 691101 | 2014 OW201               | 2 novembre 2010   | Mount Lemmon Survey       |
| 691102 | 2014 OD202               | 28 luglio 2014    | Pan-STARRS                |
| 691103 | 2014 OF203               | 28 luglio 2014    | Pan-STARRS                |
| 691104 | 2014 OG203               | 16 gennaio 2011   | Mount Lemmon Survey       |
| 691105 | 2014 OR203               | 3 novembre 2005   | Mount Lemmon Survey       |
| 691106 | 2014 OS203               | 18 marzo 2013     | Mount Lemmon Survey       |
| 691107 | 2014 ON204               | 5 marzo 2008      | Mount Lemmon Survey       |
| 691108 | 2014 OP204               | 26 gennaio 2006   | Spacewatch                |
| 691109 | 2014 OG206               | 8 luglio 2014     | Pan-STARRS                |
| 691110 | 2014 OY206               | 21 giugno 2014    | Mount Lemmon Survey       |
| 691111 | 2014 OD207               | 2 maggio 2013     | Spacewatch                |
| 691112 | 2014 OC208               | 25 maggio 2014    | Pan-STARRS                |
| 691113 | 2014 OY208               | 6 dicembre 2011   | Pan-STARRS                |
| 691114 | 2014 OQ214               | 10 febbraio 2008  | Mount Lemmon Survey       |
| 691115 | 2014 OY214               | 27 luglio 2014    | Pan-STARRS                |
| 691116 | 2014 OD218               | 28 febbraio 2008  | Mount Lemmon Survey       |
| 691117 | 2014 OA219               | 27 luglio 2014    | Pan-STARRS                |
| 691118 | 2014 OV219               | 27 luglio 2014    | Pan-STARRS                |
| 691119 | 2014 OY219               | 8 novembre 2010   | Mount Lemmon Survey       |
| 691120 | 2014 OA221               | 9 febbraio 2013   | Pan-STARRS                |
| 691121 | 2014 OR222               | 3 febbraio 2012   | Pan-STARRS                |
| 691122 | 2014 OQ223               | 29 gennaio 2011   | Mount Lemmon Survey       |
| 691123 | 2014 OP224               | 4 dicembre 2010   | Mount Lemmon Survey       |
| 691124 | 2014 OO227               | 27 luglio 2014    | Pan-STARRS                |
| 691125 | 2014 OX227               | 15 aprile 2007    | Spacewatch                |
| 691126 | 2014 OZ227               | 13 marzo 2002     | NEAT                      |
| 691127 | 2014 OG229               | 12 maggio 2013    | Pan-STARRS                |
| 691128 | 2014 OR230               | 14 marzo 2007     | Spacewatch                |
| 691129 | 2014 OA233               | 27 luglio 2014    | Pan-STARRS                |
| 691130 | 2014 ON233               | 28 luglio 2014    | Pan-STARRS                |
| 691131 | 2014 OX235               | 21 giugno 2010    | Mount Lemmon Survey       |
| 691132 | 2014 OL237               | 10 agosto 2007    | Spacewatch                |
| 691133 | 2014 ON237               | 2 luglio 2014     | Pan-STARRS                |
| 691134 | 2014 OA239               | 10 novembre 2010  | Mount Lemmon Survey       |
| 691135 | 2014 OO240               | 4 aprile 2008     | Spacewatch                |
| 691136 | 2014 OL242               | 29 luglio 2014    | Pan-STARRS                |
| 691137 | 2014 OK243               | 30 giugno 2014    | Pan-STARRS                |
| 691138 | 2014 ON243               | 5 novembre 2010   | Mount Lemmon Survey       |
| 691139 | 2014 OX243               | 20 ottobre 2011   | L. Elenin                 |
| 691140 | 2014 OG245               | 28 febbraio 2008  | Mount Lemmon Survey       |
| 691141 | 2014 OZ245               | 29 luglio 2014    | Pan-STARRS                |
| 691142 | 2014 OM247               | 13 marzo 2013     | Mount Lemmon Survey       |
| 691143 | 2014 OZ248               | 16 aprile 2013    | CTIO-DECam                |
| 691144 | 2014 OD249               | 29 luglio 2014    | Pan-STARRS                |
| 691145 | 2014 OZ249               | 15 febbraio 2012  | Pan-STARRS                |
| 691146 | 2014 OV251               | 29 luglio 2014    | Pan-STARRS                |
| 691147 | 2014 OK252               | 27 luglio 2014    | Pan-STARRS                |
| 691148 | 2014 OH253               | 29 luglio 2014    | Pan-STARRS                |
| 691149 | 2014 ON255               | 29 luglio 2014    | Pan-STARRS                |
| 691150 | 2014 OD256               | 27 luglio 2014    | Pan-STARRS                |
| 691151 | 2014 OE256               | 3 luglio 2014     | Pan-STARRS                |
| 691152 | 2014 OX256               | 9 marzo 2002      | Spacewatch                |
| 691153 | 2014 OE257               | 10 ottobre 2004   | Spacewatch                |
| 691154 | 2014 OH258               | 21 settembre 2009 | CSS                       |
| 691155 | 2014 ON259               | 25 dicembre 2010  | Mount Lemmon Survey       |
| 691156 | 2014 OQ260               | 12 aprile 2013    | Pan-STARRS                |
| 691157 | 2014 OW261               | 18 gennaio 2009   | Spacewatch                |
| 691158 | 2014 OR264               | 1 maggio 2013     | Mount Lemmon Survey       |
| 691159 | 2014 OB265               | 29 luglio 2014    | Pan-STARRS                |
| 691160 | 2014 OF265               | 29 luglio 2014    | Pan-STARRS                |
| 691161 | 2014 OL265               | 13 febbraio 2008  | Mount Lemmon Survey       |
| 691162 | 2014 OW266               | 29 giugno 2014    | Pan-STARRS                |
| 691163 | 2014 OY268               | 21 novembre 2005  | Spacewatch                |
| 691164 | 2014 OM269               | 13 maggio 2013    | Mount Lemmon Survey       |
| 691165 | 2014 OJ271               | 29 luglio 2014    | Pan-STARRS                |
| 691166 | 2014 OY271               | 29 giugno 2014    | Pan-STARRS                |
| 691167 | 2014 OK272               | 29 luglio 2014    | Pan-STARRS                |
| 691168 | 2014 OP272               | 26 settembre 2009 | Spacewatch                |
| 691169 | 2014 OU272               | 29 giugno 2014    | Pan-STARRS                |
| 691170 | 2014 OZ272               | 23 ottobre 2006   | Mount Lemmon Survey       |
| 691171 | 2014 OX273               | 29 luglio 2014    | Pan-STARRS                |
| 691172 | 2014 OV274               | 29 luglio 2014    | Pan-STARRS                |
| 691173 | 2014 OZ274               | 27 giugno 2014    | Pan-STARRS                |
| 691174 | 2014 OB276               | 29 giugno 2014    | Pan-STARRS                |
| 691175 | 2014 OX276               | 15 febbraio 2012  | Pan-STARRS                |
| 691176 | 2014 OD277               | 12 aprile 2013    | Pan-STARRS                |
| 691177 | 2014 OE279               | 29 luglio 2014    | Pan-STARRS                |
| 691178 | 2014 OC280               | 26 settembre 2009 | Spacewatch                |
| 691179 | 2014 OF281               | 14 dicembre 2006  | Spacewatch                |
| 691180 | 2014 OQ281               | 6 luglio 2014     | Pan-STARRS                |
| 691181 | 2014 OO289               | 29 luglio 2014    | Pan-STARRS                |
| 691182 | 2014 OP290               | 21 marzo 2012     | Mount Lemmon Survey       |
| 691183 | 2014 OA291               | 5 settembre 2007  | Osservatorio di Mauna Kea |
| 691184 | 2014 OH292               | 21 ottobre 2001   | Spacewatch                |
| 691185 | 2014 OY292               | 24 febbraio 2012  | Pan-STARRS                |
| 691186 | 2014 OH295               | 1 maggio 2003     | Spacewatch                |
| 691187 | 2014 OU296               | 29 luglio 2014    | Pan-STARRS                |
| 691188 | 2014 OB297               | 19 gennaio 2012   | Pan-STARRS                |
| 691189 | 2014 OT298               | 29 luglio 2014    | Pan-STARRS                |
| 691190 | 2014 OW300               | 9 marzo 2008      | Mount Lemmon Survey       |
| 691191 | 2014 OZ300               | 29 maggio 2008    | Spacewatch                |
| 691192 | 2014 OA302               | 26 gennaio 2012   | Mount Lemmon Survey       |
| 691193 | 2014 OQ302               | 3 febbraio 2012   | Pan-STARRS                |
| 691194 | 2014 OT302               | 25 luglio 2014    | Pan-STARRS                |
| 691195 | 2014 OD303               | 25 luglio 2014    | Pan-STARRS                |
| 691196 | 2014 OV303               | 27 giugno 2014    | Pan-STARRS                |
| 691197 | 2014 OP304               | 27 giugno 2014    | Pan-STARRS                |
| 691198 | 2014 OX305               | 25 luglio 2014    | Pan-STARRS                |
| 691199 | 2014 OZ307               | 27 luglio 2014    | Pan-STARRS                |
| 691200 | 2014 OA308               | 8 febbraio 1999   | J. Anderson, C. Veillet   |

## 691201–691300
| Nome   | Designazione provvisoria | Data di scoperta  | Scopritore                |
| ------ | ------------------------ | ----------------- | ------------------------- |
| 691201 | 2014 OT308               | 22 gennaio 2006   | Mount Lemmon Survey       |
| 691202 | 2014 OZ308               | 27 dicembre 2011  | Mount Lemmon Survey       |
| 691203 | 2014 OG310               | 27 luglio 2014    | Pan-STARRS                |
| 691204 | 2014 OL310               | 27 luglio 2014    | Pan-STARRS                |
| 691205 | 2014 OJ311               | 13 aprile 2013    | Pan-STARRS                |
| 691206 | 2014 OO311               | 27 luglio 2014    | Pan-STARRS                |
| 691207 | 2014 OX311               | 13 dicembre 2010  | Mount Lemmon Survey       |
| 691208 | 2014 OA312               | 9 febbraio 2013   | Pan-STARRS                |
| 691209 | 2014 OQ312               | 2 giugno 2014     | Pan-STARRS                |
| 691210 | 2014 OH313               | 27 luglio 2014    | Pan-STARRS                |
| 691211 | 2014 OM313               | 27 dicembre 2011  | Mount Lemmon Survey       |
| 691212 | 2014 OL314               | 27 luglio 2014    | Pan-STARRS                |
| 691213 | 2014 OH315               | 14 dicembre 2010  | Mount Lemmon Survey       |
| 691214 | 2014 OT318               | 27 giugno 2014    | ESA OGS                   |
| 691215 | 2014 ON320               | 29 luglio 2014    | Pan-STARRS                |
| 691216 | 2014 OE321               | 17 aprile 2010    | Mount Lemmon Survey       |
| 691217 | 2014 OF322               | 29 luglio 2014    | Pan-STARRS                |
| 691218 | 2014 OS323               | 28 aprile 2008    | Mount Lemmon Survey       |
| 691219 | 2014 OK325               | 27 luglio 2014    | Pan-STARRS                |
| 691220 | 2014 OS325               | 27 giugno 2014    | Pan-STARRS                |
| 691221 | 2014 OU330               | 25 giugno 2014    | Mount Lemmon Survey       |
| 691222 | 2014 OT331               | 25 dicembre 2011  | Spacewatch                |
| 691223 | 2014 ON332               | 23 settembre 2011 | Pan-STARRS                |
| 691224 | 2014 OM333               | 1 dicembre 2005   | Spacewatch                |
| 691225 | 2014 OC335               | 4 luglio 2014     | Pan-STARRS                |
| 691226 | 2014 OG335               | 15 novembre 2010  | Mount Lemmon Survey       |
| 691227 | 2014 OW335               | 30 giugno 2014    | Pan-STARRS                |
| 691228 | 2014 OK336               | 9 maggio 2013     | Pan-STARRS                |
| 691229 | 2014 OS336               | 30 luglio 2014    | Pan-STARRS                |
| 691230 | 2014 OX339               | 11 aprile 2008    | Mount Lemmon Survey       |
| 691231 | 2014 OZ341               | 19 novembre 2006  | Spacewatch                |
| 691232 | 2014 OO342               | 11 marzo 2008     | Mount Lemmon Survey       |
| 691233 | 2014 OX344               | 19 marzo 2013     | Pan-STARRS                |
| 691234 | 2014 OJ345               | 27 luglio 2014    | Pan-STARRS                |
| 691235 | 2014 OR345               | 24 ottobre 2011   | Pan-STARRS                |
| 691236 | 2014 OZ345               | 29 dicembre 2005  | Spacewatch                |
| 691237 | 2014 OC346               | 21 gennaio 2012   | Spacewatch                |
| 691238 | 2014 OG346               | 2 luglio 2014     | Pan-STARRS                |
| 691239 | 2014 OH346               | 4 luglio 2014     | Pan-STARRS                |
| 691240 | 2014 OK346               | 4 luglio 2014     | Pan-STARRS                |
| 691241 | 2014 OE348               | 28 luglio 2014    | Pan-STARRS                |
| 691242 | 2014 OC350               | 10 settembre 2007 | Spacewatch                |
| 691243 | 2014 OL351               | 6 giugno 2013     | Mount Lemmon Survey       |
| 691244 | 2014 OG352               | 28 luglio 2014    | Pan-STARRS                |
| 691245 | 2014 OX352               | 19 ottobre 2011   | Mount Lemmon Survey       |
| 691246 | 2014 OA353               | 28 luglio 2014    | Pan-STARRS                |
| 691247 | 2014 OJ357               | 18 marzo 2013     | Spacewatch                |
| 691248 | 2014 OO359               | 28 luglio 2014    | Pan-STARRS                |
| 691249 | 2014 OD361               | 12 marzo 2013     | Mount Lemmon Survey       |
| 691250 | 2014 OB362               | 12 ottobre 2010   | Mount Lemmon Survey       |
| 691251 | 2014 OL362               | 24 settembre 2009 | Mount Lemmon Survey       |
| 691252 | 2014 OQ363               | 25 luglio 2014    | Pan-STARRS                |
| 691253 | 2014 OF365               | 30 luglio 2014    | Pan-STARRS                |
| 691254 | 2014 OZ365               | 15 settembre 2010 | Spacewatch                |
| 691255 | 2014 OV366               | 17 settembre 2009 | Mount Lemmon Survey       |
| 691256 | 2014 OA368               | 28 ottobre 2010   | Mount Lemmon Survey       |
| 691257 | 2014 OC368               | 15 febbraio 2012  | Pan-STARRS                |
| 691258 | 2014 OF374               | 31 maggio 2014    | Pan-STARRS                |
| 691259 | 2014 OZ374               | 3 luglio 2014     | Pan-STARRS                |
| 691260 | 2014 OR375               | 14 dicembre 2010  | Mount Lemmon Survey       |
| 691261 | 2014 OK376               | 25 luglio 2014    | Pan-STARRS                |
| 691262 | 2014 OO376               | 15 settembre 2009 | Spacewatch                |
| 691263 | 2014 OG378               | 15 settembre 2009 | Spacewatch                |
| 691264 | 2014 OC379               | 28 giugno 2014    | Pan-STARRS                |
| 691265 | 2014 OB382               | 7 novembre 2005   | Osservatorio di Mauna Kea |
| 691266 | 2014 OX386               | 2 giugno 2014     | Mount Lemmon Survey       |
| 691267 | 2014 OP387               | 1 aprile 2013     | Mount Lemmon Survey       |
| 691268 | 2014 OR387               | 19 marzo 2013     | Pan-STARRS                |
| 691269 | 2014 OE388               | 6 luglio 2014     | Pan-STARRS                |
| 691270 | 2014 OA399               | 21 dicembre 2006  | L. H. Wasserman           |
| 691271 | 2014 OH401               | 1 luglio 2008     | Spacewatch                |
| 691272 | 2014 OC402               | 8 novembre 2010   | Mount Lemmon Survey       |
| 691273 | 2014 OH403               | 16 ottobre 2009   | Mount Lemmon Survey       |
| 691274 | 2014 ON403               | 2 marzo 2006      | Spacewatch                |
| 691275 | 2014 OS403               | 3 novembre 2010   | Mount Lemmon Survey       |
| 691276 | 2014 OH404               | 25 luglio 2014    | Pan-STARRS                |
| 691277 | 2014 OK404               | 25 agosto 2003    | Cerro Tololo Obs.         |
| 691278 | 2014 OE406               | 25 luglio 2014    | Pan-STARRS                |
| 691279 | 2014 OC407               | 28 settembre 2009 | Spacewatch                |
| 691280 | 2014 OT408               | 3 febbraio 2012   | Pan-STARRS                |
| 691281 | 2014 OV408               | 25 luglio 2014    | Pan-STARRS                |
| 691282 | 2014 OY409               | 25 luglio 2014    | Pan-STARRS                |
| 691283 | 2014 OO410               | 4 luglio 2014     | Pan-STARRS                |
| 691284 | 2014 OX412               | 2 gennaio 2011    | Mount Lemmon Survey       |
| 691285 | 2014 OZ412               | 29 luglio 2014    | Pan-STARRS                |
| 691286 | 2014 OJ413               | 30 luglio 2014    | Spacewatch                |
| 691287 | 2014 OU413               | 30 luglio 2014    | Pan-STARRS                |
| 691288 | 2014 OX414               | 31 luglio 2014    | Pan-STARRS                |
| 691289 | 2014 OA415               | 25 maggio 2006    | Spacewatch                |
| 691290 | 2014 OE415               | 31 luglio 2014    | Pan-STARRS                |
| 691291 | 2014 OO415               | 25 luglio 2014    | Pan-STARRS                |
| 691292 | 2014 OQ415               | 29 luglio 2014    | Pan-STARRS                |
| 691293 | 2014 OV415               | 30 luglio 2014    | Spacewatch                |
| 691294 | 2014 OB417               | 31 luglio 2014    | Pan-STARRS                |
| 691295 | 2014 OE417               | 30 luglio 2014    | Spacewatch                |
| 691296 | 2014 OM417               | 29 luglio 2014    | Pan-STARRS                |
| 691297 | 2014 OG419               | 31 luglio 2014    | Pan-STARRS                |
| 691298 | 2014 OD432               | 25 luglio 2014    | Pan-STARRS                |
| 691299 | 2014 OQ432               | 27 luglio 2014    | Pan-STARRS                |
| 691300 | 2014 OS432               | 25 luglio 2014    | Pan-STARRS                |

## 691301–691400
| Nome   | Designazione provvisoria | Data di scoperta  | Scopritore          |
| ------ | ------------------------ | ----------------- | ------------------- |
| 691301 | 2014 OP435               | 28 luglio 2014    | Pan-STARRS          |
| 691302 | 2014 OU435               | 27 luglio 2014    | Pan-STARRS          |
| 691303 | 2014 OX435               | 25 luglio 2014    | Pan-STARRS          |
| 691304 | 2014 OE436               | 29 luglio 2014    | Pan-STARRS          |
| 691305 | 2014 OA437               | 28 luglio 2014    | Pan-STARRS          |
| 691306 | 2014 OP437               | 30 luglio 2014    | Spacewatch          |
| 691307 | 2014 OE438               | 28 luglio 2014    | Pan-STARRS          |
| 691308 | 2014 OV438               | 25 luglio 2014    | Pan-STARRS          |
| 691309 | 2014 OK439               | 28 luglio 2014    | Pan-STARRS          |
| 691310 | 2014 OB440               | 29 luglio 2014    | Pan-STARRS          |
| 691311 | 2014 OL445               | 28 luglio 2014    | Pan-STARRS          |
| 691312 | 2014 OW446               | 28 luglio 2014    | Pan-STARRS          |
| 691313 | 2014 OD450               | 16 agosto 2009    | Spacewatch          |
| 691314 | 2014 OJ453               | 31 luglio 2014    | Pan-STARRS          |
| 691315 | 2014 OW455               | 28 luglio 2014    | Pan-STARRS          |
| 691316 | 2014 OP458               | 23 ottobre 2011   | Mount Lemmon Survey |
| 691317 | 2014 OH462               | 26 luglio 2014    | Pan-STARRS          |
| 691318 | 2014 OW469               | 25 luglio 2014    | Pan-STARRS          |
| 691319 | 2014 OD470               | 28 luglio 2014    | Pan-STARRS          |
| 691320 | 2014 OK470               | 25 luglio 2014    | Pan-STARRS          |
| 691321 | 2014 OY477               | 25 luglio 2014    | Pan-STARRS          |
| 691322 | 2014 PX                  | 10 gennaio 2008   | Mount Lemmon Survey |
| 691323 | 2014 PF5                 | 27 giugno 2014    | Pan-STARRS          |
| 691324 | 2014 PJ6                 | 2 giugno 2014     | Mount Lemmon Survey |
| 691325 | 2014 PK8                 | 4 agosto 2014     | Pan-STARRS          |
| 691326 | 2014 PB10                | 4 agosto 2014     | Pan-STARRS          |
| 691327 | 2014 PD10                | 28 luglio 2014    | Pan-STARRS          |
| 691328 | 2014 PP10                | 26 gennaio 2006   | Spacewatch          |
| 691329 | 2014 PC12                | 20 settembre 2009 | Spacewatch          |
| 691330 | 2014 PO12                | 1 gennaio 2009    | Spacewatch          |
| 691331 | 2014 PZ13                | 3 febbraio 2012   | Pan-STARRS          |
| 691332 | 2014 PJ17                | 27 luglio 2014    | ESA OGS             |
| 691333 | 2014 PQ17                | 17 ottobre 2010   | Mount Lemmon Survey |
| 691334 | 2014 PN18                | 11 ottobre 2009   | Mount Lemmon Survey |
| 691335 | 2014 PQ20                | 4 novembre 2007   | Mount Lemmon Survey |
| 691336 | 2014 PK21                | 26 luglio 2014    | ESA OGS             |
| 691337 | 2014 PR24                | 25 febbraio 2011  | Mount Lemmon Survey |
| 691338 | 2014 PQ25                | 28 agosto 2005    | Spacewatch          |
| 691339 | 2014 PW29                | 23 dicembre 2006  | Mount Lemmon Survey |
| 691340 | 2014 PC31                | 25 gennaio 2009   | Spacewatch          |
| 691341 | 2014 PV33                | 23 giugno 2014    | Mount Lemmon Survey |
| 691342 | 2014 PR35                | 25 luglio 2014    | Pan-STARRS          |
| 691343 | 2014 PY36                | 23 giugno 2014    | Mount Lemmon Survey |
| 691344 | 2014 PJ37                | 27 settembre 2005 | Spacewatch          |
| 691345 | 2014 PM39                | 28 giugno 2014    | Mount Lemmon Survey |
| 691346 | 2014 PX40                | 7 luglio 2014     | Pan-STARRS          |
| 691347 | 2014 PN42                | 21 ottobre 2009   | Spacewatch          |
| 691348 | 2014 PY42                | 9 aprile 2003     | Spacewatch          |
| 691349 | 2014 PD45                | 10 settembre 2007 | Mount Lemmon Survey |
| 691350 | 2014 PG46                | 25 luglio 2014    | Pan-STARRS          |
| 691351 | 2014 PC47                | 27 gennaio 2007   | Mount Lemmon Survey |
| 691352 | 2014 PL49                | 4 agosto 2014     | Pan-STARRS          |
| 691353 | 2014 PN49                | 19 settembre 2009 | Spacewatch          |
| 691354 | 2014 PO49                | 25 luglio 2014    | Pan-STARRS          |
| 691355 | 2014 PS50                | 4 agosto 2014     | Pan-STARRS          |
| 691356 | 2014 PT52                | 18 settembre 2009 | Mount Lemmon Survey |
| 691357 | 2014 PO53                | 28 luglio 2014    | Pan-STARRS          |
| 691358 | 2014 PX54                | 21 aprile 2013    | Mount Lemmon Survey |
| 691359 | 2014 PQ55                | 7 luglio 2014     | Pan-STARRS          |
| 691360 | 2014 PO56                | 25 luglio 2003    | NEAT                |
| 691361 | 2014 PN62                | 20 gennaio 2009   | Spacewatch          |
| 691362 | 2014 PS67                | 31 dicembre 2008  | Spacewatch          |
| 691363 | 2014 PU69                | 27 agosto 2001    | LONEOS              |
| 691364 | 2014 PX72                | 16 maggio 2013    | Pan-STARRS          |
| 691365 | 2014 PR73                | 3 agosto 2014     | Pan-STARRS          |
| 691366 | 2014 PS73                | 3 agosto 2014     | Pan-STARRS          |
| 691367 | 2014 PZ73                | 9 ottobre 2005    | Spacewatch          |
| 691368 | 2014 PC77                | 4 agosto 2014     | Pan-STARRS          |
| 691369 | 2014 PK79                | 22 settembre 2009 | Spacewatch          |
| 691370 | 2014 PP79                | 14 febbraio 2012  | Pan-STARRS          |
| 691371 | 2014 PL80                | 28 luglio 2014    | Pan-STARRS          |
| 691372 | 2014 PV82                | 6 agosto 2014     | Pan-STARRS          |
| 691373 | 2014 PU84                | 4 agosto 2014     | Pan-STARRS          |
| 691374 | 2014 PJ89                | 3 agosto 2014     | Pan-STARRS          |
| 691375 | 2014 PO89                | 3 agosto 2014     | Pan-STARRS          |
| 691376 | 2014 PD90                | 14 agosto 2014    | Pan-STARRS          |
| 691377 | 2014 PG90                | 15 agosto 2014    | Pan-STARRS          |
| 691378 | 2014 PR90                | 15 agosto 2014    | Pan-STARRS          |
| 691379 | 2014 PT93                | 15 agosto 2014    | Pan-STARRS          |
| 691380 | 2014 PA99                | 3 agosto 2014     | Pan-STARRS          |
| 691381 | 2014 PF100               | 3 agosto 2014     | Pan-STARRS          |
| 691382 | 2014 PN101               | 3 agosto 2014     | Pan-STARRS          |
| 691383 | 2014 PU101               | 5 agosto 2014     | Pan-STARRS          |
| 691384 | 2014 PR105               | 3 agosto 2014     | Pan-STARRS          |
| 691385 | 2014 QH5                 | 4 marzo 2013      | Pan-STARRS          |
| 691386 | 2014 QU5                 | 14 ottobre 2010   | Mount Lemmon Survey |
| 691387 | 2014 QK6                 | 18 agosto 2014    | Pan-STARRS          |
| 691388 | 2014 QX7                 | 3 luglio 2014     | Pan-STARRS          |
| 691389 | 2014 QQ8                 | 13 ottobre 2010   | Mount Lemmon Survey |
| 691390 | 2014 QY10                | 18 agosto 2014    | Pan-STARRS          |
| 691391 | 2014 QF12                | 5 luglio 2014     | Pan-STARRS          |
| 691392 | 2014 QL13                | 18 agosto 2014    | Pan-STARRS          |
| 691393 | 2014 QV13                | 18 agosto 2014    | Pan-STARRS          |
| 691394 | 2014 QA14                | 18 agosto 2014    | Pan-STARRS          |
| 691395 | 2014 QY14                | 20 gennaio 2012   | Pan-STARRS          |
| 691396 | 2014 QF15                | 30 agosto 2005    | Spacewatch          |
| 691397 | 2014 QU15                | 7 giugno 2013     | Pan-STARRS          |
| 691398 | 2014 QE16                | 6 dicembre 2010   | Spacewatch          |
| 691399 | 2014 QT16                | 8 maggio 2013     | Pan-STARRS          |
| 691400 | 2014 QQ17                | 30 settembre 2009 | Mount Lemmon Survey |

## 691401–691500
| Nome   | Designazione provvisoria | Data di scoperta  | Scopritore                 |
| ------ | ------------------------ | ----------------- | -------------------------- |
| 691401 | 2014 QU17                | 9 giugno 2014     | Mount Lemmon Survey        |
| 691402 | 2014 QT18                | 18 settembre 2003 | Spacewatch                 |
| 691403 | 2014 QM20                | 15 settembre 2009 | Spacewatch                 |
| 691404 | 2014 QR23                | 19 ottobre 2003   | LINEAR                     |
| 691405 | 2014 QU23                | 18 settembre 2003 | Spacewatch                 |
| 691406 | 2014 QO24                | 28 febbraio 2012  | Pan-STARRS                 |
| 691407 | 2014 QM26                | 21 ottobre 2003   | Spacewatch                 |
| 691408 | 2014 QW27                | 29 settembre 2009 | Mount Lemmon Survey        |
| 691409 | 2014 QM29                | 18 agosto 2014    | Pan-STARRS                 |
| 691410 | 2014 QW29                | 14 febbraio 2012  | Pan-STARRS                 |
| 691411 | 2014 QU30                | 18 agosto 2014    | Pan-STARRS                 |
| 691412 | 2014 QJ32                | 20 agosto 2014    | Pan-STARRS                 |
| 691413 | 2014 QQ36                | 22 settembre 2009 | Mount Lemmon Survey        |
| 691414 | 2014 QH37                | 2 giugno 2014     | Pan-STARRS                 |
| 691415 | 2014 QV38                | 18 agosto 2014    | Pan-STARRS                 |
| 691416 | 2014 QY38                | 16 settembre 2009 | Spacewatch                 |
| 691417 | 2014 QV40                | 31 luglio 2014    | Pan-STARRS                 |
| 691418 | 2014 QH43                | 26 luglio 2014    | Pan-STARRS                 |
| 691419 | 2014 QO43                | 28 luglio 2014    | Pan-STARRS                 |
| 691420 | 2014 QV44                | 13 febbraio 2007  | Mount Lemmon Survey        |
| 691421 | 2014 QX45                | 19 gennaio 2012   | Pan-STARRS                 |
| 691422 | 2014 QY46                | 2 luglio 2014     | Pan-STARRS                 |
| 691423 | 2014 QW48                | 25 novembre 2005  | Spacewatch                 |
| 691424 | 2014 QL49                | 16 agosto 2014    | Pan-STARRS                 |
| 691425 | 2014 QP50                | 7 gennaio 2006    | Spacewatch                 |
| 691426 | 2014 QK51                | 7 luglio 2014     | Pan-STARRS                 |
| 691427 | 2014 QN51                | 2 dicembre 2005   | Mount Lemmon Survey        |
| 691428 | 2014 QL52                | 17 febbraio 2007  | Mount Lemmon Survey        |
| 691429 | 2014 QK57                | 3 dicembre 2010   | Mount Lemmon Survey        |
| 691430 | 2014 QC58                | 12 aprile 2013    | Pan-STARRS                 |
| 691431 | 2014 QS58                | 15 febbraio 2013  | Pan-STARRS                 |
| 691432 | 2014 QD61                | 19 settembre 2007 | Mount Lemmon Survey        |
| 691433 | 2014 QF62                | 4 febbraio 2012   | Pan-STARRS                 |
| 691434 | 2014 QL62                | 1 gennaio 2012    | Mount Lemmon Survey        |
| 691435 | 2014 QB63                | 25 febbraio 2007  | Spacewatch                 |
| 691436 | 2014 QE63                | 28 luglio 2014    | Pan-STARRS                 |
| 691437 | 2014 QH63                | 11 febbraio 2012  | Mount Lemmon Survey        |
| 691438 | 2014 QP64                | 1 luglio 2014     | Pan-STARRS                 |
| 691439 | 2014 QA66                | 16 aprile 2013    | Pan-STARRS                 |
| 691440 | 2014 QA67                | 4 dicembre 2010   | Mount Lemmon Survey        |
| 691441 | 2014 QO68                | 20 agosto 2014    | Pan-STARRS                 |
| 691442 | 2014 QR68                | 1 luglio 2014     | Pan-STARRS                 |
| 691443 | 2014 QF70                | 3 giugno 2014     | Pan-STARRS                 |
| 691444 | 2014 QJ70                | 20 agosto 2014    | Pan-STARRS                 |
| 691445 | 2014 QA71                | 20 agosto 2014    | Pan-STARRS                 |
| 691446 | 2014 QO71                | 13 marzo 2012     | Mount Lemmon Survey        |
| 691447 | 2014 QP72                | 1 luglio 2014     | Pan-STARRS                 |
| 691448 | 2014 QX72                | 15 ottobre 2004   | Spacewatch                 |
| 691449 | 2014 QC73                | 19 settembre 2009 | Spacewatch                 |
| 691450 | 2014 QE74                | 9 novembre 2004   | Osservatorio di Mauna Kea  |
| 691451 | 2014 QH74                | 15 settembre 2009 | Spacewatch                 |
| 691452 | 2014 QA75                | 21 settembre 2009 | CSS                        |
| 691453 | 2014 QE75                | 15 settembre 2009 | Spacewatch                 |
| 691454 | 2014 QL75                | 1 luglio 2014     | Pan-STARRS                 |
| 691455 | 2014 QZ75                | 20 agosto 2014    | Pan-STARRS                 |
| 691456 | 2014 QC76                | 20 agosto 2014    | Pan-STARRS                 |
| 691457 | 2014 QA77                | 7 gennaio 2006    | Spacewatch                 |
| 691458 | 2014 QW77                | 28 dicembre 2005  | Mount Lemmon Survey        |
| 691459 | 2014 QL78                | 18 ottobre 2004   | M. W. Buie, D. E. Trilling |
| 691460 | 2014 QA80                | 2 gennaio 2012    | Mount Lemmon Survey        |
| 691461 | 2014 QP80                | 3 giugno 2014     | Pan-STARRS                 |
| 691462 | 2014 QM81                | 20 agosto 2014    | Pan-STARRS                 |
| 691463 | 2014 QT81                | 19 aprile 2013    | Pan-STARRS                 |
| 691464 | 2014 QB82                | 20 agosto 2014    | Pan-STARRS                 |
| 691465 | 2014 QS82                | 1 gennaio 2012    | Mount Lemmon Survey        |
| 691466 | 2014 QT83                | 20 agosto 2014    | Pan-STARRS                 |
| 691467 | 2014 QV85                | 20 novembre 2004  | Spacewatch                 |
| 691468 | 2014 QW85                | 20 agosto 2014    | Pan-STARRS                 |
| 691469 | 2014 QY85                | 3 giugno 2014     | Pan-STARRS                 |
| 691470 | 2014 QV87                | 20 agosto 2014    | Pan-STARRS                 |
| 691471 | 2014 QG88                | 24 giugno 2014    | Pan-STARRS                 |
| 691472 | 2014 QU88                | 27 febbraio 2012  | Pan-STARRS                 |
| 691473 | 2014 QJ89                | 25 novembre 2011  | Pan-STARRS                 |
| 691474 | 2014 QF90                | 16 marzo 2007     | Spacewatch                 |
| 691475 | 2014 QJ92                | 7 giugno 2013     | Pan-STARRS                 |
| 691476 | 2014 QY92                | 27 febbraio 2012  | Pan-STARRS                 |
| 691477 | 2014 QZ95                | 20 agosto 2014    | Pan-STARRS                 |
| 691478 | 2014 QU96                | 18 aprile 2009    | SSS                        |
| 691479 | 2014 QT98                | 23 giugno 2014    | Mount Lemmon Survey        |
| 691480 | 2014 QC99                | 27 gennaio 2006   | Mount Lemmon Survey        |
| 691481 | 2014 QW99                | 19 settembre 2003 | Spacewatch                 |
| 691482 | 2014 QJ101               | 16 settembre 2003 | Spacewatch                 |
| 691483 | 2014 QZ101               | 3 novembre 2010   | Spacewatch                 |
| 691484 | 2014 QF102               | 16 febbraio 2013  | Mount Lemmon Survey        |
| 691485 | 2014 QK102               | 18 marzo 2007     | Spacewatch                 |
| 691486 | 2014 QV102               | 20 agosto 2014    | Pan-STARRS                 |
| 691487 | 2014 QT103               | 25 luglio 2014    | Pan-STARRS                 |
| 691488 | 2014 QV103               | 20 agosto 2014    | Pan-STARRS                 |
| 691489 | 2014 QA105               | 26 settembre 2009 | Spacewatch                 |
| 691490 | 2014 QD107               | 14 febbraio 2012  | Pan-STARRS                 |
| 691491 | 2014 QK107               | 29 agosto 2009    | Spacewatch                 |
| 691492 | 2014 QH108               | 30 aprile 2013    | Mount Lemmon Survey        |
| 691493 | 2014 QS111               | 20 agosto 2014    | Pan-STARRS                 |
| 691494 | 2014 QB114               | 30 giugno 2014    | Pan-STARRS                 |
| 691495 | 2014 QF114               | 18 agosto 2014    | L. Elenin                  |
| 691496 | 2014 QB115               | 19 settembre 2003 | Spacewatch                 |
| 691497 | 2014 QF115               | 16 marzo 2012     | Mount Lemmon Survey        |
| 691498 | 2014 QB117               | 22 settembre 2009 | Spacewatch                 |
| 691499 | 2014 QH120               | 28 luglio 2014    | Pan-STARRS                 |
| 691500 | 2014 QQ120               | 20 agosto 2014    | Pan-STARRS                 |

## 691501–691600
| Nome   | Designazione provvisoria | Data di scoperta  | Scopritore          |
| ------ | ------------------------ | ----------------- | ------------------- |
| 691501 | 2014 QM123               | 13 ottobre 2010   | Mount Lemmon Survey |
| 691502 | 2014 QA125               | 20 agosto 2014    | Pan-STARRS          |
| 691503 | 2014 QH126               | 3 febbraio 2012   | Pan-STARRS          |
| 691504 | 2014 QN130               | 20 agosto 2014    | Pan-STARRS          |
| 691505 | 2014 QX131               | 20 agosto 2014    | Pan-STARRS          |
| 691506 | 2014 QF132               | 20 agosto 2014    | Pan-STARRS          |
| 691507 | 2014 QG132               | 7 giugno 2013     | Pan-STARRS          |
| 691508 | 2014 QF133               | 20 settembre 2009 | Mount Lemmon Survey |
| 691509 | 2014 QY133               | 6 ottobre 2007    | Spacewatch          |
| 691510 | 2014 QA134               | 20 agosto 2014    | Pan-STARRS          |
| 691511 | 2014 QE134               | 3 agosto 2014     | Pan-STARRS          |
| 691512 | 2014 QD136               | 4 settembre 2003  | Spacewatch          |
| 691513 | 2014 QG138               | 13 marzo 2012     | Mount Lemmon Survey |
| 691514 | 2014 QF140               | 20 agosto 2014    | Pan-STARRS          |
| 691515 | 2014 QZ140               | 5 febbraio 2000   | Kitt Peak Obs.      |
| 691516 | 2014 QT141               | 20 agosto 2014    | Pan-STARRS          |
| 691517 | 2014 QE142               | 31 luglio 2014    | Pan-STARRS          |
| 691518 | 2014 QV144               | 20 agosto 2014    | Pan-STARRS          |
| 691519 | 2014 QY147               | 5 agosto 2014     | Pan-STARRS          |
| 691520 | 2014 QJ150               | 1 giugno 2013     | Mount Lemmon Survey |
| 691521 | 2014 QN152               | 24 giugno 2014    | Pan-STARRS          |
| 691522 | 2014 QK154               | 15 marzo 2013     | Mount Lemmon Survey |
| 691523 | 2014 QV154               | 3 novembre 2010   | CSS                 |
| 691524 | 2014 QZ154               | 27 giugno 2014    | Pan-STARRS          |
| 691525 | 2014 QA156               | 10 aprile 2013    | Pan-STARRS          |
| 691526 | 2014 QB156               | 6 ottobre 2005    | Spacewatch          |
| 691527 | 2014 QD156               | 18 novembre 2006  | Mount Lemmon Survey |
| 691528 | 2014 QH156               | 17 novembre 2004  | CINEOS              |
| 691529 | 2014 QY157               | 13 aprile 2013    | Pan-STARRS          |
| 691530 | 2014 QN158               | 29 giugno 2014    | Pan-STARRS          |
| 691531 | 2014 QL159               | 9 ottobre 2009    | Spacewatch          |
| 691532 | 2014 QS159               | 12 maggio 2013    | Pan-STARRS          |
| 691533 | 2014 QH160               | 22 agosto 2014    | Pan-STARRS          |
| 691534 | 2014 QH161               | 30 luglio 2014    | Pan-STARRS          |
| 691535 | 2014 QK161               | 4 maggio 2013     | Pan-STARRS          |
| 691536 | 2014 QQ163               | 24 agosto 2003    | Cerro Tololo Obs.   |
| 691537 | 2014 QB165               | 27 gennaio 2007   | Mount Lemmon Survey |
| 691538 | 2014 QM166               | 22 agosto 2014    | Pan-STARRS          |
| 691539 | 2014 QH167               | 22 agosto 2014    | Pan-STARRS          |
| 691540 | 2014 QP176               | 11 marzo 2007     | Mount Lemmon Survey |
| 691541 | 2014 QG178               | 21 febbraio 2007  | Spacewatch          |
| 691542 | 2014 QB180               | 30 giugno 2014    | Pan-STARRS          |
| 691543 | 2014 QH180               | 4 settembre 2003  | Spacewatch          |
| 691544 | 2014 QP180               | 16 aprile 2013    | CTIO-DECam          |
| 691545 | 2014 QA181               | 22 agosto 2014    | Pan-STARRS          |
| 691546 | 2014 QO182               | 19 gennaio 2012   | Pan-STARRS          |
| 691547 | 2014 QM183               | 19 aprile 2007    | Mount Lemmon Survey |
| 691548 | 2014 QC184               | 22 agosto 2014    | Pan-STARRS          |
| 691549 | 2014 QK184               | 22 agosto 2014    | Pan-STARRS          |
| 691550 | 2014 QJ185               | 3 settembre 2005  | NEAT                |
| 691551 | 2014 QO185               | 22 agosto 2014    | Pan-STARRS          |
| 691552 | 2014 QQ186               | 18 gennaio 2009   | Spacewatch          |
| 691553 | 2014 QL188               | 18 settembre 2009 | Spacewatch          |
| 691554 | 2014 QH189               | 2 aprile 2002     | Spacewatch          |
| 691555 | 2014 QN191               | 17 agosto 2009    | Spacewatch          |
| 691556 | 2014 QU192               | 22 settembre 2009 | Spacewatch          |
| 691557 | 2014 QC194               | 28 febbraio 2012  | Pan-STARRS          |
| 691558 | 2014 QW194               | 17 settembre 2003 | NEAT                |
| 691559 | 2014 QN195               | 22 agosto 2014    | Pan-STARRS          |
| 691560 | 2014 QQ201               | 30 gennaio 2012   | Mount Lemmon Survey |
| 691561 | 2014 QV205               | 17 ottobre 2003   | Spacewatch          |
| 691562 | 2014 QX205               | 26 marzo 2008     | Mount Lemmon Survey |
| 691563 | 2014 QK209               | 1 marzo 2008      | Spacewatch          |
| 691564 | 2014 QM209               | 9 marzo 2005      | Spacewatch          |
| 691565 | 2014 QU210               | 30 gennaio 2006   | Spacewatch          |
| 691566 | 2014 QA211               | 24 giugno 2014    | Pan-STARRS          |
| 691567 | 2014 QC215               | 28 luglio 2014    | Pan-STARRS          |
| 691568 | 2014 QL215               | 22 agosto 2014    | Pan-STARRS          |
| 691569 | 2014 QT216               | 26 settembre 2003 | SDSS Collaboration  |
| 691570 | 2014 QL220               | 22 agosto 2014    | Pan-STARRS          |
| 691571 | 2014 QX220               | 27 aprile 2006    | Cerro Tololo Obs.   |
| 691572 | 2014 QZ220               | 16 aprile 2013    | Pan-STARRS          |
| 691573 | 2014 QH221               | 12 settembre 2009 | Spacewatch          |
| 691574 | 2014 QW222               | 3 febbraio 2012   | Pan-STARRS          |
| 691575 | 2014 QX222               | 25 febbraio 2006  | Spacewatch          |
| 691576 | 2014 QM225               | 17 settembre 2003 | Spacewatch          |
| 691577 | 2014 QR229               | 22 agosto 2014    | Pan-STARRS          |
| 691578 | 2014 QW229               | 27 febbraio 2012  | Pan-STARRS          |
| 691579 | 2014 QC230               | 22 agosto 2014    | Pan-STARRS          |
| 691580 | 2014 QG231               | 20 settembre 2009 | Spacewatch          |
| 691581 | 2014 QR232               | 30 gennaio 2006   | Spacewatch          |
| 691582 | 2014 QS233               | 2 febbraio 2008   | Mount Lemmon Survey |
| 691583 | 2014 QE234               | 28 luglio 2014    | Pan-STARRS          |
| 691584 | 2014 QH234               | 7 luglio 2014     | Pan-STARRS          |
| 691585 | 2014 QB236               | 16 settembre 2003 | Spacewatch          |
| 691586 | 2014 QC236               | 15 ottobre 2007   | Spacewatch          |
| 691587 | 2014 QN240               | 16 luglio 2004    | Cerro Tololo Obs.   |
| 691588 | 2014 QO241               | 14 settembre 2007 | Mount Lemmon Survey |
| 691589 | 2014 QG242               | 15 gennaio 2013   | ESA OGS             |
| 691590 | 2014 QC244               | 18 ottobre 2009   | Mount Lemmon Survey |
| 691591 | 2014 QG245               | 22 agosto 2014    | Pan-STARRS          |
| 691592 | 2014 QZ245               | 22 agosto 2014    | Pan-STARRS          |
| 691593 | 2014 QP246               | 8 febbraio 2011   | Mount Lemmon Survey |
| 691594 | 2014 QC248               | 23 gennaio 2006   | Spacewatch          |
| 691595 | 2014 QR248               | 22 agosto 2014    | Pan-STARRS          |
| 691596 | 2014 QW250               | 22 agosto 2014    | Pan-STARRS          |
| 691597 | 2014 QC251               | 8 dicembre 2010   | Spacewatch          |
| 691598 | 2014 QX252               | 28 settembre 2009 | Mount Lemmon Survey |
| 691599 | 2014 QF254               | 29 gennaio 2011   | Mount Lemmon Survey |
| 691600 | 2014 QM256               | 10 dicembre 2010  | Mount Lemmon Survey |

## 691601–691700
| Nome   | Designazione provvisoria | Data di scoperta  | Scopritore                    |
| ------ | ------------------------ | ----------------- | ----------------------------- |
| 691601 | 2014 QQ256               | 22 agosto 2014    | Pan-STARRS                    |
| 691602 | 2014 QZ256               | 18 novembre 2011  | Mount Lemmon Survey           |
| 691603 | 2014 QL258               | 22 settembre 2009 | Mount Lemmon Survey           |
| 691604 | 2014 QN258               | 22 agosto 2014    | Pan-STARRS                    |
| 691605 | 2014 QS259               | 12 febbraio 2011  | Mount Lemmon Survey           |
| 691606 | 2014 QV259               | 11 aprile 2013    | C. Rinner                     |
| 691607 | 2014 QY259               | 1 febbraio 2006   | Spacewatch                    |
| 691608 | 2014 QA260               | 23 gennaio 2011   | Mount Lemmon Survey           |
| 691609 | 2014 QU260               | 25 ottobre 2009   | Spacewatch                    |
| 691610 | 2014 QJ262               | 22 agosto 2014    | Pan-STARRS                    |
| 691611 | 2014 QE263               | 22 agosto 2014    | Pan-STARRS                    |
| 691612 | 2014 QD265               | 22 agosto 2014    | Pan-STARRS                    |
| 691613 | 2014 QT266               | 20 agosto 2003    | AMOS                          |
| 691614 | 2014 QM268               | 27 agosto 2009    | Spacewatch                    |
| 691615 | 2014 QE271               | 22 agosto 2014    | Pan-STARRS                    |
| 691616 | 2014 QX275               | 18 agosto 2009    | Spacewatch                    |
| 691617 | 2014 QE276               | 21 settembre 2009 | Mount Lemmon Survey           |
| 691618 | 2014 QW277               | 23 ottobre 2011   | Pan-STARRS                    |
| 691619 | 2014 QS280               | 15 agosto 2014    | Pan-STARRS                    |
| 691620 | 2014 QC282               | 3 giugno 2014     | Pan-STARRS                    |
| 691621 | 2014 QG282               | 1 marzo 2005      | Spacewatch                    |
| 691622 | 2014 QT282               | 16 settembre 2009 | Mount Lemmon Survey           |
| 691623 | 2014 QJ285               | 4 giugno 2013     | Pan-STARRS                    |
| 691624 | 2014 QD286               | 17 settembre 2009 | CSS                           |
| 691625 | 2014 QL286               | 25 agosto 2014    | Pan-STARRS                    |
| 691626 | 2014 QT288               | 12 aprile 2013    | Pan-STARRS                    |
| 691627 | 2014 QK289               | 16 marzo 2007     | Mount Lemmon Survey           |
| 691628 | 2014 QX305               | 7 luglio 2014     | Pan-STARRS                    |
| 691629 | 2014 QQ308               | 15 settembre 2009 | Spacewatch                    |
| 691630 | 2014 QT317               | 8 luglio 2014     | Pan-STARRS                    |
| 691631 | 2014 QH318               | 25 febbraio 2007  | Mount Lemmon Survey           |
| 691632 | 2014 QS319               | 17 settembre 2010 | Mount Lemmon Survey           |
| 691633 | 2014 QL322               | 19 settembre 2010 | Spacewatch                    |
| 691634 | 2014 QA323               | 7 agosto 2008     | Spacewatch                    |
| 691635 | 2014 QY323               | 25 agosto 2014    | Pan-STARRS                    |
| 691636 | 2014 QL328               | 25 agosto 2014    | Pan-STARRS                    |
| 691637 | 2014 QK329               | 25 agosto 2014    | Pan-STARRS                    |
| 691638 | 2014 QQ331               | 7 settembre 2008  | Mount Lemmon Survey           |
| 691639 | 2014 QY331               | 5 febbraio 2011   | Pan-STARRS                    |
| 691640 | 2014 QW333               | 25 agosto 2014    | Pan-STARRS                    |
| 691641 | 2014 QB334               | 25 agosto 2014    | Pan-STARRS                    |
| 691642 | 2014 QE334               | 25 agosto 2014    | Pan-STARRS                    |
| 691643 | 2014 QA335               | 25 agosto 2014    | Pan-STARRS                    |
| 691644 | 2014 QM335               | 8 ottobre 2007    | Mount Lemmon Survey           |
| 691645 | 2014 QM338               | 15 settembre 2009 | Spacewatch                    |
| 691646 | 2014 QT338               | 15 ottobre 2009   | Mount Lemmon Survey           |
| 691647 | 2014 QW338               | 28 luglio 2014    | Pan-STARRS                    |
| 691648 | 2014 QV339               | 25 luglio 2014    | Pan-STARRS                    |
| 691649 | 2014 QQ342               | 25 luglio 2014    | Pan-STARRS                    |
| 691650 | 2014 QF343               | 13 settembre 2002 | NEAT                          |
| 691651 | 2014 QY344               | 15 agosto 2009    | Spacewatch                    |
| 691652 | 2014 QE345               | 6 dicembre 2005   | Spacewatch                    |
| 691653 | 2014 QL345               | 15 aprile 2013    | Pan-STARRS                    |
| 691654 | 2014 QP345               | 26 agosto 2014    | Pan-STARRS                    |
| 691655 | 2014 QS346               | 26 agosto 2014    | Pan-STARRS                    |
| 691656 | 2014 QY348               | 23 febbraio 2007  | Spacewatch                    |
| 691657 | 2014 QH349               | 16 ottobre 2003   | Spacewatch                    |
| 691658 | 2014 QE350               | 19 ottobre 2003   | Spacewatch                    |
| 691659 | 2014 QV350               | 27 marzo 2001     | Spacewatch                    |
| 691660 | 2014 QM352               | 27 agosto 2014    | Pan-STARRS                    |
| 691661 | 2014 QE354               | 26 marzo 2009     | Spacewatch                    |
| 691662 | 2014 QW355               | 4 giugno 2013     | Mount Lemmon Survey           |
| 691663 | 2014 QW356               | 27 agosto 2014    | Pan-STARRS                    |
| 691664 | 2014 QJ357               | 29 agosto 2002    | NEAT                          |
| 691665 | 2014 QX357               | 2 novembre 2007   | Mount Lemmon Survey           |
| 691666 | 2014 QW365               | 24 ottobre 2003   | Spacewatch                    |
| 691667 | 2014 QL366               | 28 dicembre 2011  | Spacewatch                    |
| 691668 | 2014 QO370               | 20 agosto 2014    | Pan-STARRS                    |
| 691669 | 2014 QR370               | 15 settembre 2006 | Spacewatch                    |
| 691670 | 2014 QA373               | 26 novembre 2003  | Spacewatch                    |
| 691671 | 2014 QQ374               | 31 luglio 2014    | Pan-STARRS                    |
| 691672 | 2014 QC380               | 14 marzo 2000     | Spacewatch                    |
| 691673 | 2014 QB381               | 10 marzo 2007     | Mount Lemmon Survey           |
| 691674 | 2014 QE382               | 28 agosto 2014    | ESA OGS                       |
| 691675 | 2014 QA383               | 8 novembre 2007   | Spacewatch                    |
| 691676 | 2014 QS384               | 23 settembre 2003 | AMOS                          |
| 691677 | 2014 QF388               | 25 luglio 2014    | Pan-STARRS                    |
| 691678 | 2014 QJ388               | 16 marzo 2012     | Mount Lemmon Survey           |
| 691679 | 2014 QH389               | 30 agosto 2014    | Mount Lemmon Survey           |
| 691680 | 2014 QX389               | 30 agosto 2014    | Mount Lemmon Survey           |
| 691681 | 2014 QZ389               | 6 dicembre 2010   | Mount Lemmon Survey           |
| 691682 | 2014 QS390               | 30 giugno 2014    | Pan-STARRS                    |
| 691683 | 2014 QB393               | 19 ottobre 2003   | Spacewatch                    |
| 691684 | 2014 QB394               | 19 ottobre 2003   | SDSS Collaboration            |
| 691685 | 2014 QJ394               | 20 agosto 2014    | Pan-STARRS                    |
| 691686 | 2014 QP394               | 21 agosto 2008    | Spacewatch                    |
| 691687 | 2014 QQ394               | 2 ottobre 2008    | Spacewatch                    |
| 691688 | 2014 QM395               | 25 marzo 2006     | Spacewatch                    |
| 691689 | 2014 QT395               | 14 settembre 2007 | Mount Lemmon Survey           |
| 691690 | 2014 QU397               | 9 novembre 2007   | Mount Lemmon Survey           |
| 691691 | 2014 QG399               | 28 settembre 2009 | Mount Lemmon Survey           |
| 691692 | 2014 QV401               | 28 agosto 2014    | Pan-STARRS                    |
| 691693 | 2014 QA402               | 1 luglio 2008     | Spacewatch                    |
| 691694 | 2014 QJ402               | 18 settembre 2003 | Spacewatch                    |
| 691695 | 2014 QF404               | 14 gennaio 2011   | Mount Lemmon Survey           |
| 691696 | 2014 QT404               | 15 gennaio 2008   | Mount Lemmon Survey           |
| 691697 | 2014 QB406               | 6 agosto 2014     | Pan-STARRS                    |
| 691698 | 2014 QH410               | 5 settembre 2003  | G. J. Garradd, R. H. McNaught |
| 691699 | 2014 QD411               | 30 agosto 2014    | Mount Lemmon Survey           |
| 691700 | 2014 QY411               | 23 febbraio 2012  | Mount Lemmon Survey           |

## 691701–691800
| Nome   | Designazione provvisoria | Data di scoperta  | Scopritore                |
| ------ | ------------------------ | ----------------- | ------------------------- |
| 691701 | 2014 QB412               | 30 settembre 2003 | Spacewatch                |
| 691702 | 2014 QD412               | 16 febbraio 2012  | Pan-STARRS                |
| 691703 | 2014 QJ412               | 15 marzo 2012     | Mount Lemmon Survey       |
| 691704 | 2014 QT414               | 4 febbraio 2000   | Spacewatch                |
| 691705 | 2014 QZ414               | 18 settembre 2009 | Mount Lemmon Survey       |
| 691706 | 2014 QV415               | 15 maggio 2013    | Pan-STARRS                |
| 691707 | 2014 QX415               | 25 agosto 2004    | Spacewatch                |
| 691708 | 2014 QF418               | 5 febbraio 2006   | Mount Lemmon Survey       |
| 691709 | 2014 QG419               | 5 settembre 2010  | Mount Lemmon Survey       |
| 691710 | 2014 QW422               | 6 agosto 2014     | Spacewatch                |
| 691711 | 2014 QX422               | 16 maggio 2013    | Mount Lemmon Survey       |
| 691712 | 2014 QM425               | 23 febbraio 2012  | Mount Lemmon Survey       |
| 691713 | 2014 QY426               | 27 luglio 2014    | Pan-STARRS                |
| 691714 | 2014 QV427               | 4 ottobre 2005    | Mount Lemmon Survey       |
| 691715 | 2014 QK428               | 11 maggio 2007    | Mount Lemmon Survey       |
| 691716 | 2014 QO428               | 24 gennaio 2023   | Pan-STARRS 2              |
| 691717 | 2014 QU429               | 31 agosto 2014    | Pan-STARRS                |
| 691718 | 2014 QJ435               | 28 agosto 2014    | Pan-STARRS                |
| 691719 | 2014 QF437               | 30 giugno 2014    | Pan-STARRS                |
| 691720 | 2014 QQ441               | 10 gennaio 2006   | Spacewatch                |
| 691721 | 2014 QY441               | 2 novembre 2005   | D. E. Trilling            |
| 691722 | 2014 QC444               | 18 agosto 2014    | Pan-STARRS                |
| 691723 | 2014 QJ449               | 16 marzo 2007     | Mount Lemmon Survey       |
| 691724 | 2014 QV450               | 23 agosto 2014    | Pan-STARRS                |
| 691725 | 2014 QZ450               | 26 agosto 2014    | Pan-STARRS                |
| 691726 | 2014 QJ451               | 8 febbraio 2011   | Mount Lemmon Survey       |
| 691727 | 2014 QU452               | 28 agosto 2014    | Pan-STARRS                |
| 691728 | 2014 QF453               | 30 settembre 2003 | Spacewatch                |
| 691729 | 2014 QU453               | 20 settembre 2009 | Mount Lemmon Survey       |
| 691730 | 2014 QP454               | 3 dicembre 2010   | Mount Lemmon Survey       |
| 691731 | 2014 QV454               | 16 agosto 2014    | Pan-STARRS                |
| 691732 | 2014 QE455               | 27 ottobre 2005   | Mount Lemmon Survey       |
| 691733 | 2014 QG456               | 31 agosto 2014    | Pan-STARRS                |
| 691734 | 2014 QL456               | 21 aprile 2012    | Mount Lemmon Survey       |
| 691735 | 2014 QN456               | 7 giugno 2013     | Pan-STARRS                |
| 691736 | 2014 QR456               | 18 settembre 2003 | Spacewatch                |
| 691737 | 2014 QW456               | 28 settembre 2003 | Spacewatch                |
| 691738 | 2014 QC457               | 11 marzo 2007     | Spacewatch                |
| 691739 | 2014 QH457               | 29 settembre 2003 | Spacewatch                |
| 691740 | 2014 QM457               | 26 agosto 2014    | ESA OGS                   |
| 691741 | 2014 QQ457               | 10 febbraio 2011  | Mount Lemmon Survey       |
| 691742 | 2014 QA460               | 26 dicembre 2006  | Spacewatch                |
| 691743 | 2014 QM460               | 19 settembre 2003 | Spacewatch                |
| 691744 | 2014 QO460               | 20 agosto 2014    | Pan-STARRS                |
| 691745 | 2014 QX460               | 20 agosto 2014    | Pan-STARRS                |
| 691746 | 2014 QS461               | 10 giugno 2013    | Mount Lemmon Survey       |
| 691747 | 2014 QF462               | 29 marzo 2008     | Mount Lemmon Survey       |
| 691748 | 2014 QO462               | 21 settembre 2003 | Spacewatch                |
| 691749 | 2014 QR463               | 22 agosto 2014    | Pan-STARRS                |
| 691750 | 2014 QH464               | 23 agosto 2014    | Pan-STARRS                |
| 691751 | 2014 QS465               | 24 agosto 2014    | K. Sárneczky              |
| 691752 | 2014 QT465               | 10 aprile 2013    | Mount Lemmon Survey       |
| 691753 | 2014 QV466               | 22 marzo 2012     | Mount Lemmon Survey       |
| 691754 | 2014 QW467               | 27 agosto 2014    | Pan-STARRS                |
| 691755 | 2014 QA468               | 27 agosto 2014    | Pan-STARRS                |
| 691756 | 2014 QJ468               | 27 agosto 2014    | Pan-STARRS                |
| 691757 | 2014 QA469               | 27 agosto 2014    | Pan-STARRS                |
| 691758 | 2014 QQ469               | 28 agosto 2014    | Pan-STARRS                |
| 691759 | 2014 QO470               | 28 agosto 2014    | Pan-STARRS                |
| 691760 | 2014 QH471               | 29 agosto 2014    | Pan-STARRS                |
| 691761 | 2014 QZ474               | 11 ottobre 2010   | Mount Lemmon Survey       |
| 691762 | 2014 QF475               | 8 ottobre 2004    | Spacewatch                |
| 691763 | 2014 QL476               | 18 ottobre 2003   | SDSS Collaboration        |
| 691764 | 2014 QB477               | 17 settembre 2009 | Mount Lemmon Survey       |
| 691765 | 2014 QB478               | 3 dicembre 2004   | Spacewatch                |
| 691766 | 2014 QF479               | 23 gennaio 2011   | Mount Lemmon Survey       |
| 691767 | 2014 QQ479               | 30 settembre 2005 | Mount Lemmon Survey       |
| 691768 | 2014 QE483               | 3 marzo 2006      | Spacewatch                |
| 691769 | 2014 QB484               | 20 agosto 2014    | Pan-STARRS                |
| 691770 | 2014 QC484               | 16 novembre 2009  | Mount Lemmon Survey       |
| 691771 | 2014 QD484               | 13 febbraio 2002  | Spacewatch                |
| 691772 | 2014 QX485               | 28 gennaio 2006   | Spacewatch                |
| 691773 | 2014 QY485               | 22 settembre 2009 | Mount Lemmon Survey       |
| 691774 | 2014 QS486               | 26 settembre 2003 | SDSS Collaboration        |
| 691775 | 2014 QU486               | 20 agosto 2014    | Pan-STARRS                |
| 691776 | 2014 QP487               | 14 settembre 2005 | Spacewatch                |
| 691777 | 2014 QW488               | 14 febbraio 2007  | Osservatorio di Mauna Kea |
| 691778 | 2014 QW489               | 23 gennaio 2006   | Spacewatch                |
| 691779 | 2014 QJ490               | 17 settembre 2009 | Mount Lemmon Survey       |
| 691780 | 2014 QD491               | 7 aprile 2008     | Spacewatch                |
| 691781 | 2014 QJ492               | 25 settembre 2005 | Spacewatch                |
| 691782 | 2014 QF495               | 23 agosto 2014    | Pan-STARRS                |
| 691783 | 2014 QQ496               | 30 agosto 2014    | Pan-STARRS                |
| 691784 | 2014 QF505               | 30 agosto 2014    | Mount Lemmon Survey       |
| 691785 | 2014 QG505               | 25 agosto 2014    | Pan-STARRS                |
| 691786 | 2014 QV518               | 22 agosto 2014    | Pan-STARRS                |
| 691787 | 2014 QM522               | 20 agosto 2014    | Pan-STARRS                |
| 691788 | 2014 QN527               | 28 agosto 2014    | Pan-STARRS                |
| 691789 | 2014 QS528               | 21 agosto 2014    | Pan-STARRS                |
| 691790 | 2014 QX528               | 20 novembre 2003  | Spacewatch                |
| 691791 | 2014 QB529               | 28 agosto 2014    | Pan-STARRS                |
| 691792 | 2014 QE531               | 28 agosto 2014    | Pan-STARRS                |
| 691793 | 2014 QZ531               | 28 agosto 2014    | Pan-STARRS                |
| 691794 | 2014 QC534               | 28 agosto 2014    | Pan-STARRS                |
| 691795 | 2014 QL534               | 27 agosto 2014    | Pan-STARRS                |
| 691796 | 2014 QJ536               | 22 agosto 2014    | Pan-STARRS                |
| 691797 | 2014 QW539               | 27 agosto 2014    | Pan-STARRS                |
| 691798 | 2014 QG541               | 22 agosto 2014    | Pan-STARRS                |
| 691799 | 2014 QF544               | 25 agosto 2014    | Pan-STARRS                |
| 691800 | 2014 QH544               | 23 agosto 2014    | Pan-STARRS                |

## 691801–691900
| Nome   | Designazione provvisoria | Data di scoperta  | Scopritore                |
| ------ | ------------------------ | ----------------- | ------------------------- |
| 691801 | 2014 QR544               | 28 agosto 2014    | Pan-STARRS                |
| 691802 | 2014 QU546               | 28 agosto 2014    | Pan-STARRS                |
| 691803 | 2014 QZ546               | 31 agosto 2014    | Mount Lemmon Survey       |
| 691804 | 2014 QH558               | 22 agosto 2014    | Pan-STARRS                |
| 691805 | 2014 QE560               | 22 agosto 2014    | Pan-STARRS                |
| 691806 | 2014 QF560               | 25 agosto 2014    | Pan-STARRS                |
| 691807 | 2014 QQ563               | 25 agosto 2014    | Pan-STARRS                |
| 691808 | 2014 QP564               | 18 agosto 2014    | Pan-STARRS                |
| 691809 | 2014 QJ566               | 22 agosto 2014    | Pan-STARRS                |
| 691810 | 2014 QO568               | 31 agosto 2014    | Pan-STARRS                |
| 691811 | 2014 QZ576               | 31 agosto 2014    | Pan-STARRS                |
| 691812 | 2014 QV584               | 23 agosto 2014    | Pan-STARRS                |
| 691813 | 2014 QZ584               | 27 febbraio 2006  | Mount Lemmon Survey       |
| 691814 | 2014 QS597               | 22 agosto 2014    | Pan-STARRS                |
| 691815 | 2014 QM598               | 25 agosto 2014    | Pan-STARRS                |
| 691816 | 2014 QZ598               | 18 aprile 2007    | Spacewatch                |
| 691817 | 2014 RA1                 | 14 dicembre 2001  | Spacewatch                |
| 691818 | 2014 RA3                 | 1 settembre 2014  | Mount Lemmon Survey       |
| 691819 | 2014 RZ3                 | 30 luglio 2014    | Pan-STARRS                |
| 691820 | 2014 RA4                 | 21 aprile 2002    | NEAT                      |
| 691821 | 2014 RC4                 | 22 aprile 2007    | Spacewatch                |
| 691822 | 2014 RD5                 | 7 novembre 2005   | Osservatorio di Mauna Kea |
| 691823 | 2014 RZ5                 | 1 settembre 2014  | Mount Lemmon Survey       |
| 691824 | 2014 RC9                 | 24 settembre 2000 | LINEAR                    |
| 691825 | 2014 RS9                 | 30 settembre 2003 | Spacewatch                |
| 691826 | 2014 RV9                 | 27 settembre 2003 | Spacewatch                |
| 691827 | 2014 RK13                | 12 giugno 2008    | Spacewatch                |
| 691828 | 2014 RB14                | 22 settembre 2008 | Mount Lemmon Survey       |
| 691829 | 2014 RM14                | 5 gennaio 2011    | Mount Lemmon Survey       |
| 691830 | 2014 RN15                | 1 settembre 2014  | Mount Lemmon Survey       |
| 691831 | 2014 RM17                | 18 settembre 2006 | CSS                       |
| 691832 | 2014 RP17                | 9 febbraio 2013   | Y. Karavaev, M. Mishina   |
| 691833 | 2014 RQ19                | 7 luglio 2014     | Pan-STARRS                |
| 691834 | 2014 RR19                | 24 giugno 2014    | Pan-STARRS                |
| 691835 | 2014 RW19                | 4 agosto 2014     | Pan-STARRS                |
| 691836 | 2014 RV21                | 2 ottobre 2010    | Mount Lemmon Survey       |
| 691837 | 2014 RF23                | 18 settembre 2010 | Mount Lemmon Survey       |
| 691838 | 2014 RC24                | 10 luglio 2014    | Pan-STARRS                |
| 691839 | 2014 RU24                | 13 aprile 2013    | Pan-STARRS                |
| 691840 | 2014 RO25                | 25 settembre 2009 | CSS                       |
| 691841 | 2014 RE26                | 2 novembre 2008   | Mount Lemmon Survey       |
| 691842 | 2014 RJ26                | 24 novembre 2009  | PMO NEO                   |
| 691843 | 2014 RZ26                | 12 aprile 2013    | Pan-STARRS                |
| 691844 | 2014 RC27                | 25 settembre 2003 | NEAT                      |
| 691845 | 2014 RV27                | 3 agosto 2014     | Pan-STARRS                |
| 691846 | 2014 RF29                | 11 aprile 2013    | Spacewatch                |
| 691847 | 2014 RJ30                | 14 ottobre 2009   | Mount Lemmon Survey       |
| 691848 | 2014 RB33                | 20 agosto 2014    | Pan-STARRS                |
| 691849 | 2014 RJ34                | 7 luglio 2014     | Pan-STARRS                |
| 691850 | 2014 RD37                | 8 maggio 2013     | Pan-STARRS                |
| 691851 | 2014 RH37                | 7 luglio 2014     | Pan-STARRS                |
| 691852 | 2014 RV38                | 22 settembre 2011 | Spacewatch                |
| 691853 | 2014 RC39                | 16 ottobre 2003   | Spacewatch                |
| 691854 | 2014 RS39                | 18 settembre 2003 | Spacewatch                |
| 691855 | 2014 RG40                | 14 ottobre 2009   | Mount Lemmon Survey       |
| 691856 | 2014 RN45                | 26 febbraio 2011  | Mount Lemmon Survey       |
| 691857 | 2014 RY46                | 16 aprile 2013    | CTIO-DECam                |
| 691858 | 2014 RP50                | 28 settembre 2003 | Spacewatch                |
| 691859 | 2014 RR51                | 20 agosto 2014    | Pan-STARRS                |
| 691860 | 2014 RE52                | 29 ottobre 2005   | Spacewatch                |
| 691861 | 2014 RH52                | 29 agosto 2009    | Spacewatch                |
| 691862 | 2014 RY52                | 27 agosto 2009    | Spacewatch                |
| 691863 | 2014 RH54                | 28 luglio 2014    | Pan-STARRS                |
| 691864 | 2014 RW54                | 15 marzo 2012     | Mount Lemmon Survey       |
| 691865 | 2014 RJ58                | 7 agosto 2008     | Spacewatch                |
| 691866 | 2014 RY58                | 25 novembre 2005  | Spacewatch                |
| 691867 | 2014 RF59                | 27 agosto 2014    | Pan-STARRS                |
| 691868 | 2014 RU59                | 31 dicembre 2008  | Mount Lemmon Survey       |
| 691869 | 2014 RM60                | 15 settembre 2014 | Mount Lemmon Survey       |
| 691870 | 2014 RN60                | 16 novembre 2009  | Mount Lemmon Survey       |
| 691871 | 2014 RN61                | 28 agosto 2014    | Pan-STARRS                |
| 691872 | 2014 RN62                | 5 luglio 2003     | Spacewatch                |
| 691873 | 2014 RR64                | 8 febbraio 2011   | Mount Lemmon Survey       |
| 691874 | 2014 RC65                | 12 settembre 2014 | Pan-STARRS                |
| 691875 | 2014 RZ65                | 17 dicembre 2009  | Mount Lemmon Survey       |
| 691876 | 2014 RR66                | 2 ottobre 2003    | Spacewatch                |
| 691877 | 2014 RB69                | 7 settembre 2014  | Pan-STARRS                |
| 691878 | 2014 RN71                | 1 settembre 2014  | Mount Lemmon Survey       |
| 691879 | 2014 RR71                | 11 settembre 2014 | Pan-STARRS                |
| 691880 | 2014 RV73                | 2 settembre 2014  | Pan-STARRS                |
| 691881 | 2014 RB79                | 2 settembre 2014  | Pan-STARRS                |
| 691882 | 2014 RJ79                | 1 settembre 2014  | Mount Lemmon Survey       |
| 691883 | 2014 RZ80                | 2 settembre 2014  | Pan-STARRS                |
| 691884 | 2014 RD83                | 12 settembre 2014 | Pan-STARRS                |
| 691885 | 2014 RJ84                | 2 settembre 2014  | Pan-STARRS                |
| 691886 | 2014 RT85                | 2 settembre 2014  | Pan-STARRS                |
| 691887 | 2014 RW85                | 14 settembre 2014 | Mount Lemmon Survey       |
| 691888 | 2014 RT87                | 3 settembre 2014  | Mount Lemmon Survey       |
| 691889 | 2014 RL91                | 6 settembre 2014  | Mount Lemmon Survey       |
| 691890 | 2014 SH2                 | 25 dicembre 2010  | Mount Lemmon Survey       |
| 691891 | 2014 SM4                 | 17 novembre 2009  | CSS                       |
| 691892 | 2014 SN4                 | 14 gennaio 2011   | Mount Lemmon Survey       |
| 691893 | 2014 SG6                 | 24 marzo 2012     | Spacewatch                |
| 691894 | 2014 SC9                 | 27 febbraio 2012  | Pan-STARRS                |
| 691895 | 2014 ST9                 | 18 aprile 2007    | Spacewatch                |
| 691896 | 2014 SN10                | 18 agosto 2014    | Pan-STARRS                |
| 691897 | 2014 SX12                | 27 agosto 2009    | Spacewatch                |
| 691898 | 2014 SM13                | 20 agosto 2014    | Pan-STARRS                |
| 691899 | 2014 SG16                | 23 gennaio 2006   | Spacewatch                |
| 691900 | 2014 ST17                | 10 ottobre 2007   | Mount Lemmon Survey       |

## 691901–692000
| Nome   | Designazione provvisoria | Data di scoperta  | Scopritore                |
| ------ | ------------------------ | ----------------- | ------------------------- |
| 691901 | 2014 SW21                | 17 settembre 2003 | Spacewatch                |
| 691902 | 2014 SR24                | 27 agosto 2014    | Pan-STARRS                |
| 691903 | 2014 SZ24                | 27 agosto 2014    | Pan-STARRS                |
| 691904 | 2014 SW25                | 27 agosto 2014    | Pan-STARRS                |
| 691905 | 2014 SU27                | 8 febbraio 2011   | Mount Lemmon Survey       |
| 691906 | 2014 SA30                | 27 agosto 2014    | Pan-STARRS                |
| 691907 | 2014 SR30                | 7 giugno 2013     | Pan-STARRS                |
| 691908 | 2014 SW30                | 27 agosto 2014    | Pan-STARRS                |
| 691909 | 2014 ST31                | 28 marzo 2008     | Spacewatch                |
| 691910 | 2014 SJ32                | 29 settembre 2008 | Mount Lemmon Survey       |
| 691911 | 2014 SL32                | 12 settembre 2007 | Mount Lemmon Survey       |
| 691912 | 2014 SL33                | 12 settembre 2014 | Pan-STARRS                |
| 691913 | 2014 SP33                | 27 febbraio 2012  | Pan-STARRS                |
| 691914 | 2014 SK36                | 26 febbraio 2009  | Spacewatch                |
| 691915 | 2014 SS38                | 17 settembre 2014 | Pan-STARRS                |
| 691916 | 2014 SV38                | 17 settembre 2014 | Pan-STARRS                |
| 691917 | 2014 SU39                | 17 settembre 2014 | Pan-STARRS                |
| 691918 | 2014 SW39                | 26 gennaio 2011   | Mount Lemmon Survey       |
| 691919 | 2014 SL40                | 17 settembre 2009 | Spacewatch                |
| 691920 | 2014 SQ43                | 17 settembre 2014 | Pan-STARRS                |
| 691921 | 2014 SB46                | 18 aprile 2007    | Mount Lemmon Survey       |
| 691922 | 2014 SK47                | 17 maggio 2002    | Spacewatch                |
| 691923 | 2014 SD48                | 18 novembre 2009  | Mount Lemmon Survey       |
| 691924 | 2014 SJ49                | 1 agosto 2001     | NEAT                      |
| 691925 | 2014 SH50                | 14 aprile 2008    | Mount Lemmon Survey       |
| 691926 | 2014 SX50                | 19 settembre 1998 | SDSS Collaboration        |
| 691927 | 2014 SH55                | 7 giugno 2013     | Pan-STARRS                |
| 691928 | 2014 SC56                | 28 settembre 2009 | Spacewatch                |
| 691929 | 2014 SR58                | 28 marzo 2008     | Spacewatch                |
| 691930 | 2014 SO63                | 25 novembre 2011  | Pan-STARRS                |
| 691931 | 2014 SW67                | 20 settembre 2009 | Spacewatch                |
| 691932 | 2014 SZ68                | 28 agosto 2005    | Spacewatch                |
| 691933 | 2014 SP69                | 18 settembre 2014 | Pan-STARRS                |
| 691934 | 2014 SZ70                | 18 settembre 2014 | Pan-STARRS                |
| 691935 | 2014 SV71                | 11 settembre 2014 | Pan-STARRS                |
| 691936 | 2014 SD72                | 21 dicembre 2006  | L. H. Wasserman           |
| 691937 | 2014 SN72                | 6 settembre 2014  | Mount Lemmon Survey       |
| 691938 | 2014 SA73                | 14 febbraio 2012  | Pan-STARRS                |
| 691939 | 2014 SZ73                | 18 settembre 2014 | Pan-STARRS                |
| 691940 | 2014 SD74                | 26 giugno 2014    | Pan-STARRS                |
| 691941 | 2014 SS74                | 10 ottobre 2004   | Spacewatch                |
| 691942 | 2014 SF75                | 7 febbraio 2011   | Mount Lemmon Survey       |
| 691943 | 2014 SN75                | 5 giugno 2013     | Mount Lemmon Survey       |
| 691944 | 2014 SG76                | 28 agosto 2014    | Pan-STARRS                |
| 691945 | 2014 SV76                | 25 marzo 2007     | Mount Lemmon Survey       |
| 691946 | 2014 SQ77                | 20 febbraio 2012  | Pan-STARRS                |
| 691947 | 2014 SN78                | 24 settembre 2009 | Mount Lemmon Survey       |
| 691948 | 2014 SK89                | 3 settembre 2014  | Spacewatch                |
| 691949 | 2014 SX90                | 18 settembre 2014 | Pan-STARRS                |
| 691950 | 2014 SM91                | 18 novembre 2009  | Mount Lemmon Survey       |
| 691951 | 2014 SS92                | 28 marzo 2012     | Mount Lemmon Survey       |
| 691952 | 2014 SW93                | 7 giugno 2013     | Pan-STARRS                |
| 691953 | 2014 SY96                | 10 aprile 2013    | Pan-STARRS                |
| 691954 | 2014 SG109               | 27 agosto 2009    | Spacewatch                |
| 691955 | 2014 SS110               | 1 giugno 2013     | Mount Lemmon Survey       |
| 691956 | 2014 SB116               | 30 marzo 2004     | Spacewatch                |
| 691957 | 2014 SD120               | 16 ottobre 2009   | Mount Lemmon Survey       |
| 691958 | 2014 SW125               | 18 settembre 2014 | Pan-STARRS                |
| 691959 | 2014 SL127               | 30 marzo 2012     | Mount Lemmon Survey       |
| 691960 | 2014 SZ129               | 18 settembre 2014 | Pan-STARRS                |
| 691961 | 2014 SB130               | 24 marzo 2006     | Mount Lemmon Survey       |
| 691962 | 2014 SY135               | 25 maggio 2006    | Osservatorio di Mauna Kea |
| 691963 | 2014 SH141               | 5 settembre 2007  | CSS                       |
| 691964 | 2014 SA146               | 27 agosto 2014    | Pan-STARRS                |
| 691965 | 2014 SN148               | 20 settembre 2008 | Mount Lemmon Survey       |
| 691966 | 2014 SA149               | 7 luglio 2014     | Pan-STARRS                |
| 691967 | 2014 SV149               | 7 luglio 2014     | Pan-STARRS                |
| 691968 | 2014 SR150               | 31 luglio 2014    | Pan-STARRS                |
| 691969 | 2014 SQ156               | 19 settembre 2014 | Pan-STARRS                |
| 691970 | 2014 SX157               | 19 settembre 2014 | Pan-STARRS                |
| 691971 | 2014 SN160               | 17 gennaio 2013   | Pan-STARRS                |
| 691972 | 2014 SC164               | 19 settembre 2014 | Pan-STARRS                |
| 691973 | 2014 SE167               | 24 novembre 2009  | Spacewatch                |
| 691974 | 2014 SN167               | 22 agosto 2014    | Pan-STARRS                |
| 691975 | 2014 SR169               | 20 settembre 2003 | NEAT                      |
| 691976 | 2014 SF175               | 4 dicembre 2010   | Mount Lemmon Survey       |
| 691977 | 2014 SL177               | 19 gennaio 2012   | Mount Lemmon Survey       |
| 691978 | 2014 SF179               | 20 agosto 2014    | Pan-STARRS                |
| 691979 | 2014 SA180               | 31 luglio 2014    | Pan-STARRS                |
| 691980 | 2014 SG181               | 4 febbraio 2006   | Mount Lemmon Survey       |
| 691981 | 2014 SK181               | 11 novembre 2010  | Mount Lemmon Survey       |
| 691982 | 2014 SC182               | 31 ottobre 2010   | Mount Lemmon Survey       |
| 691983 | 2014 SU183               | 7 aprile 2013     | Spacewatch                |
| 691984 | 2014 SN187               | 8 marzo 2013      | Pan-STARRS                |
| 691985 | 2014 SL188               | 17 settembre 2009 | Mount Lemmon Survey       |
| 691986 | 2014 SU189               | 29 marzo 2008     | Spacewatch                |
| 691987 | 2014 SL192               | 7 ottobre 2007    | Mount Lemmon Survey       |
| 691988 | 2014 ST192               | 22 settembre 2003 | Spacewatch                |
| 691989 | 2014 SU193               | 31 luglio 2014    | Pan-STARRS                |
| 691990 | 2014 SR195               | 7 settembre 2008  | Mount Lemmon Survey       |
| 691991 | 2014 SQ200               | 26 aprile 2006    | Spacewatch                |
| 691992 | 2014 SS203               | 19 ottobre 2007   | Spacewatch                |
| 691993 | 2014 SS207               | 29 marzo 2011     | Mount Lemmon Survey       |
| 691994 | 2014 ST211               | 16 marzo 2005     | Mount Lemmon Survey       |
| 691995 | 2014 SS216               | 11 ottobre 2010   | L. Elenin                 |
| 691996 | 2014 SZ218               | 20 settembre 2014 | Pan-STARRS                |
| 691997 | 2014 SF220               | 18 giugno 2013    | Pan-STARRS                |
| 691998 | 2014 SO221               | 23 novembre 2009  | Spacewatch                |
| 691999 | 2014 SN224               | 18 novembre 2006  | Spacewatch                |
| 692000 | 2014 SQ226               | 27 gennaio 2007   | Mount Lemmon Survey       |